# Bjørnar Moxnes
Bjørnar Moxnes (Nascut 19 desembre 1981) és un polític noruec. És el dirigent del Partit Roig, després de superar a Turid Thomassen el 6 de maig de 2012. És un parlamentari d'Oslo.
En les eleccions de 2017 va ser elegit com el representant únic del Partit Roig en el parlament noruec.